# Deuerling
Deuerling – miejscowość i gmina w Niemczech, w kraju związkowym Bawaria, w rejencji Górny Palatynat, w regionie Ratyzbona, w powiecie Ratyzbona, wchodzi w skład wspólnoty administracyjnej Laaber. Leży około 10 km na południowy zachód od Ratyzbony, nad rzeką Schwarze Laber, przy autostradzie A3, drodze B8 i linii kolejowej Ratyzbona–Norymberga.

## Dzielnice
W skład gminy wchodzą następujące dzielnice: 
- Bachleiten
- Deuerling
- Heimberg
- Hillohe
- Stegenhof
- Steinerbrückl
- Willibaldhäusl